# لويس روبلس (لاعب كرة قدم)
لويس روبلس (بالإنجليزية: Louis Robles)‏ (11 سبتمبر 1996 بليفربول في المملكة المتحدة - ) هو لاعب كرة قدم بريطاني في مركز الهجوم. لعب مع غريمسبي تاون وماكليسفيلد تاون وويغان أتلتيك ونادي غلوستر سيتي.

## وصلات خارجية
- لويس روبلس على موقع قاعدة بيانات كرة القدم.إي يو (الإنجليزية)
- لويس روبلس على موقع Soccerway.com (الإنجليزية)